# Guazzora
Guazzora (piemontesisch la Guassora) ist eine italienische Gemeinde in der Provinz Alessandria (AL), Region Piemont.

## Lage und Einwohner
Der Ort liegt etwa 28 km nordöstlich der Provinzhauptstadt Alessandria und etwa 114 km östlich der Regionalhauptstadt Turin in der klimatischen Einordnung italienischer Gemeinden in der Zone E, 2 548 GG. Guazzora liegt bei 78 m s.l.m., zwischen dem Po und der Scrivia.  Das Gemeindegebiet umfasst eine Fläche von 2,80 km² und hat 282 (Stand 31. Dezember 2023) Einwohner.
Die Nachbargemeinden sind Alzano Scrivia, Castelnuovo Scrivia, Isola Sant’Antonio, Molino dei Torti und Sale.

## Geschichte
Der Ortsname scheint auf „Guazzo“ zurückzugehen und leitet sich wiederum vom gesprochenen lateinischen AQUACEUM ab, was „Wässeriger Ort“ bedeutet, was durch die Lage der Siedlung, niedrig und nahe am Fluss, gut gerechtfertigt ist.
Die ersten Informationen über die im Mittelalter erbaute Anlage stammen aus Dokumenten aus der Zeit um das Jahr 1100, in denen von einem riesigen See in der Gegend die Rede ist. Die eigentliche Stadt wurde im 13. Jahrhundert erbaut und war trotz ihrer Nähe zu Tortona administrativ von der Gemeinde und dem Fürstentum Pavia abhängig. Bis zum Jahr 1100 herrschte dort die Adelsherrschaft der Corti aus Voghera und der Matteo Visconti, als sie 1314 die Burg von Montemerso, die Kontrolle über die Po-Durchgänge und die Verwaltung der Häfen übertrug.
Ende des 15. Jahrhunderts errichtete Michele dei Nobili di Guazzatoria einen neuen Transitweg zur Insel Garda. Im Jahr 1507 lebten die Adligen von Corti noch in der Gegend, während sie ein Jahrhundert später, im Jahr 1644, nach Pavia verlegt wurden. Im Jahr 1700 wurde es an die Adligen von Biglia belehnt.

## Sehenswürdigkeiten

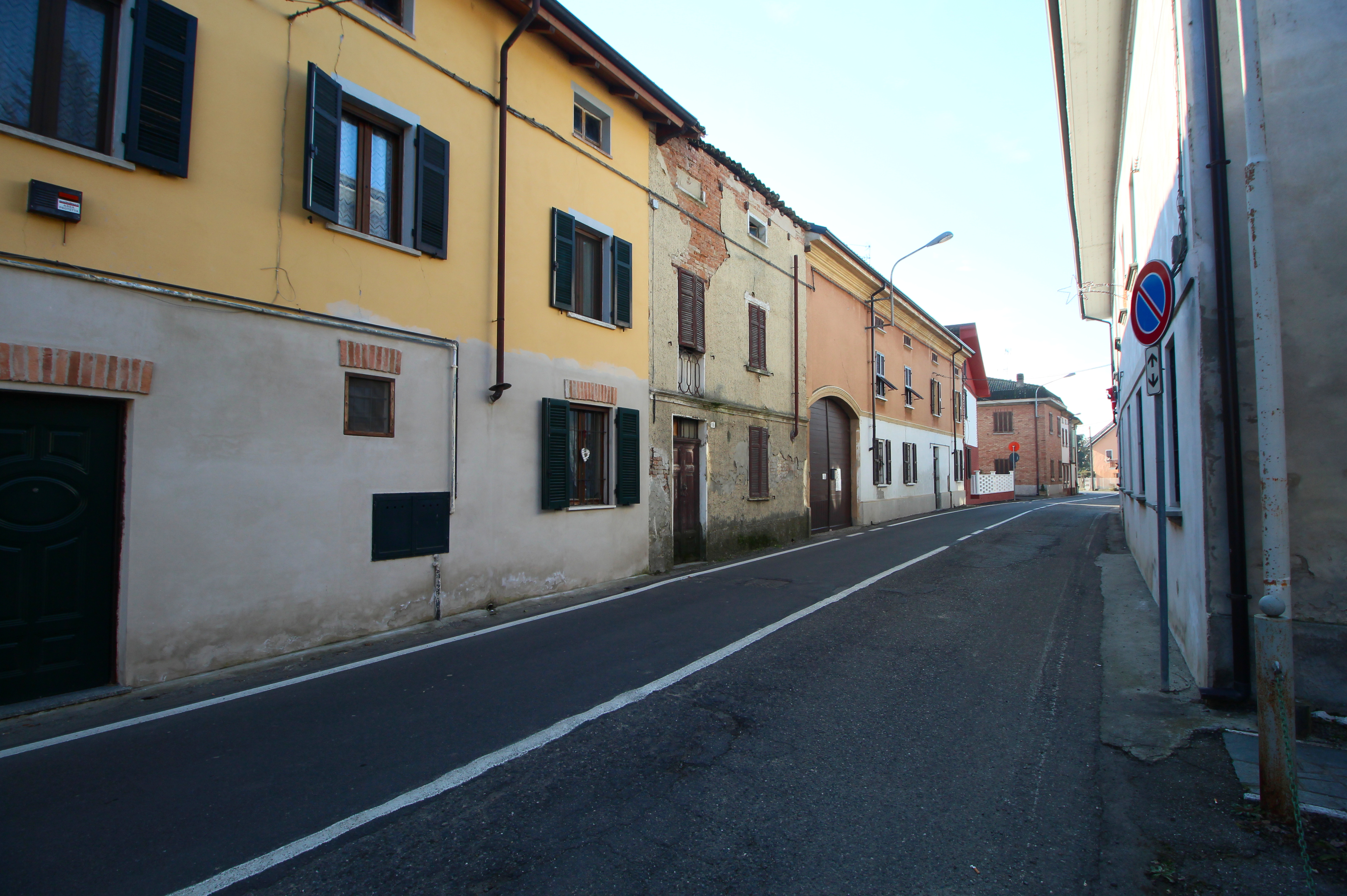
Ansicht von Guazzora

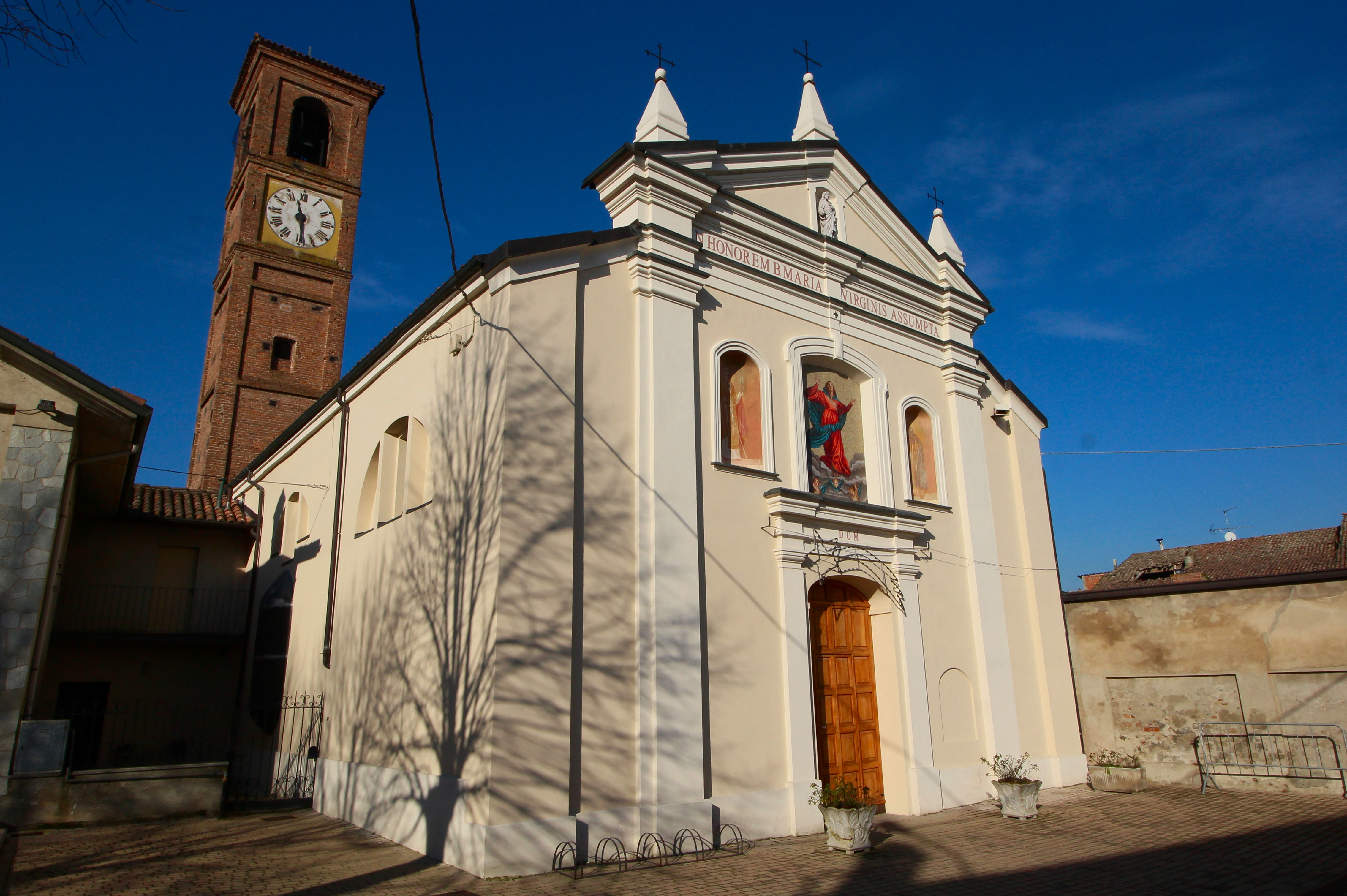
Die Kirche Santa Maria Assunta

- Santa Maria Assunta, Kirche im Ortskern, die im 17. Jahrhundert entstand, aber erst 1753 durch den Bischof von Tortona, Giuseppe Ludovico Andujar, geweiht wurde. Die Cantoria entstand 1858 über dem Eingang und wurde von G. Mentasti aus Varese gestaltet.[5] Die Kirche bewahrt eine wunderschöne vergoldete Kupferstatue der Madonna Assunta aus dem Jahr 1847.